# Вільям Гамільтон (художник)
 Вільям Гамільтон (англ. William Hamilton, 1751, Лондон — 1801) — англійський художник та декоратор, представник класицизму і англійського сентименталізму.

## Життєпис
Народився в Лондоні. Художню освіту опановував в Англії і в Італії, де перебував два роки, та в Римі (1766–1768). Його вчитель в Італії — художник Антоніо Цуккі (1726–1795). На художню манеру митця мали значний вплив твори жінки — художниці Ангеліки Кауфман та другорядних митців доби пізнього класицизму і сентименталізму.
З 1769 року навчався в Королівській Академії в Лондоні. Дипломним твором митця стала картина на міфологічний сюжет «Вертумн і Помона», що орієнтована на твори італійських митців XVII століття. Працював художником-декоратором з Робертом Адамом. З 1774 року виставляв власні картини в Королівській Академії, серед яких були портрети та картини історичної тематики. Але портретні твори митця поступались майстерністю портретам англійських художників Генрі Сінглтона (Henry Singleton), Джошуа Рейнольдса чи Джорджа Ромні, його сучасників.
З 1789 року став повноправним членом Королівської Академії. Помер в Лондоні 1801 року.

## Галерея

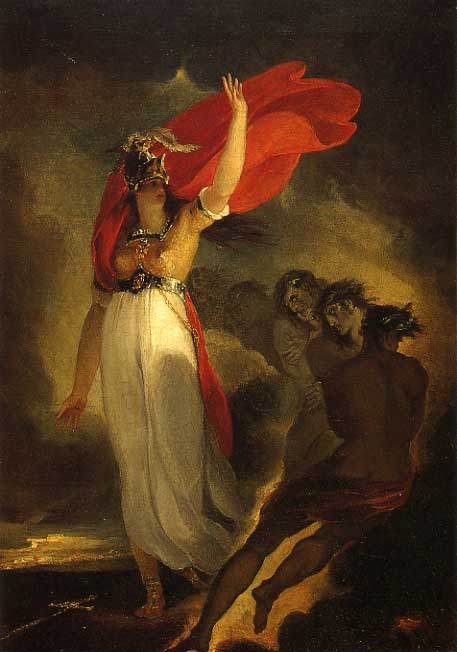
«Жанна д'Арк і богині помсти»
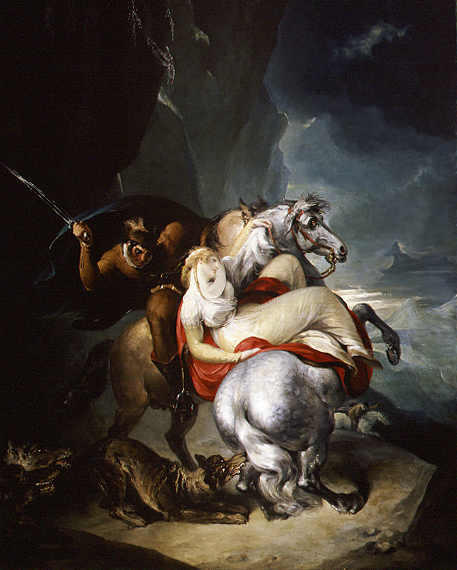
«Вовки, що переслідують подорожніх в Альпах»
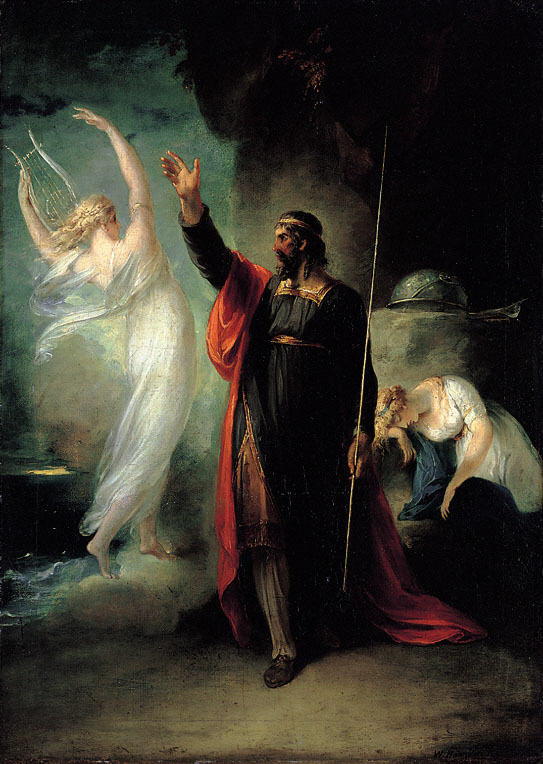
«Просперо та Арієль» ( за твором В. Шекспіра )
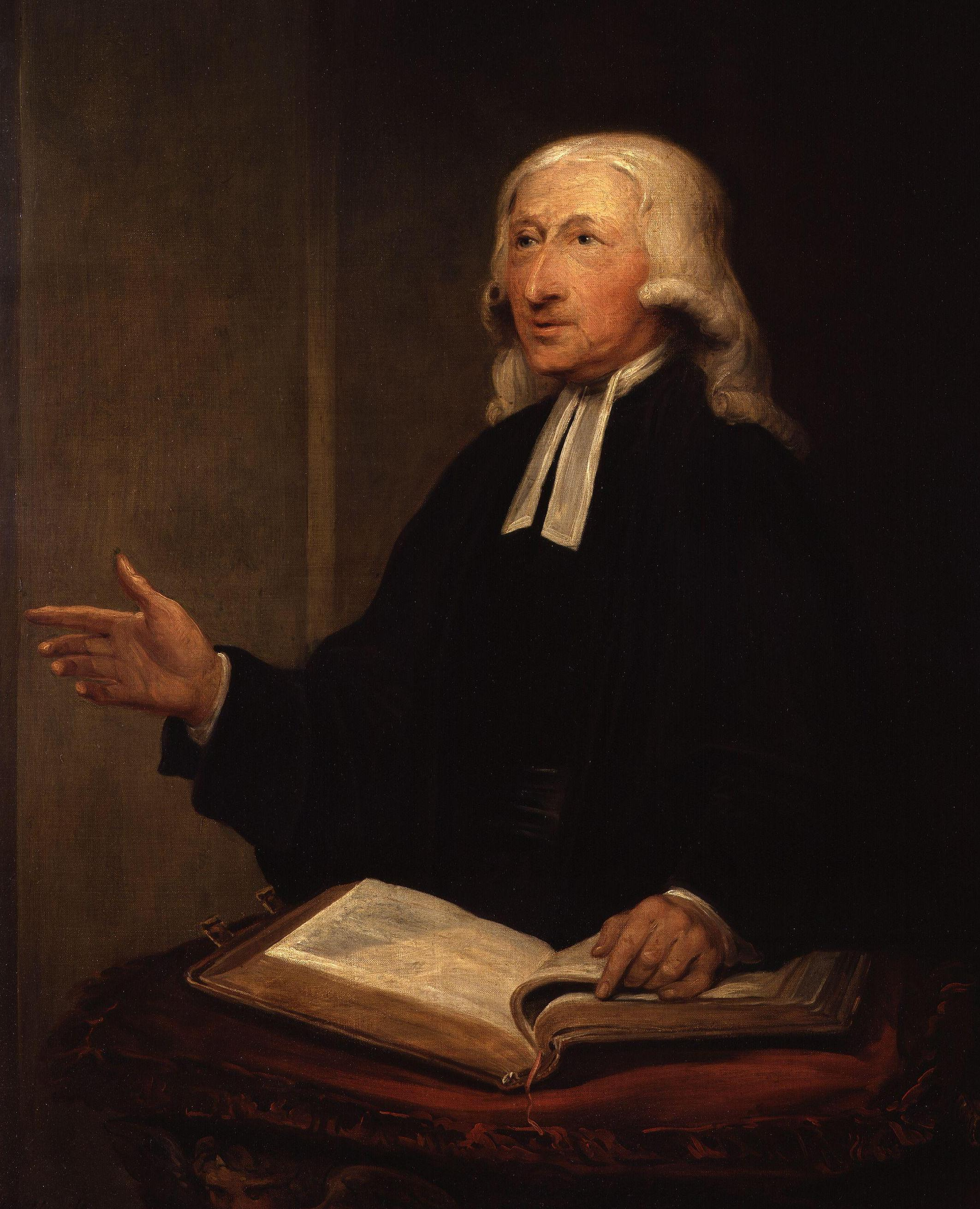
«Портрет Джона Веслі» Національна портретна галерея, Лондон

## Вибрані твори
- «Вертумн і Помона», Каліфорнія
- «Селадон і Амелія»
- «Жнива. Порернення додому з поля»

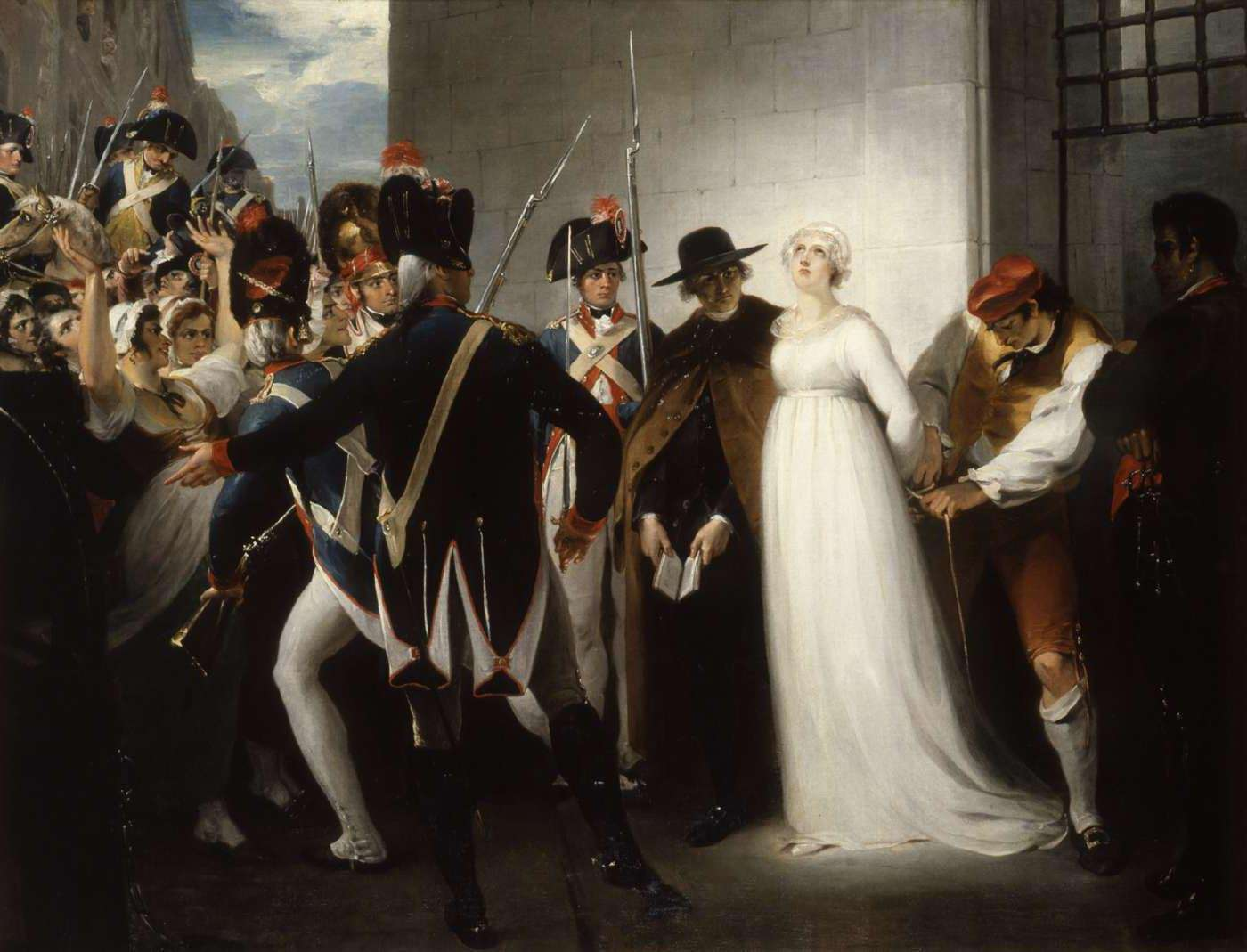
"Арешт французької королеви Марії Антуанети ", 1794 рік

- «Молода леді», Інститут Курто, Лондон
- «Жанна д'Арк і богині помсти»
- «Портрет Джона Веслі», Нац. портретна галерея, Лондон
- «Арешт французької королеви Марії Антуанети»
- «Вовки, що переслідують подорожніх в Альпах»
- «Просперо і Аріель» (за твором В. Шекспіра)
- "Сцена з вистави «Дванадцята ніч»